# Камальдули
Камальдули, камедули, камедуліани (лат. Ordo Camaldulensium) — термін, що позначає католицькі чернечі автономні конгрегації, що живуть в дусі реформи св. Ромуальда, проведеної ним у XI столітті.

## Історія

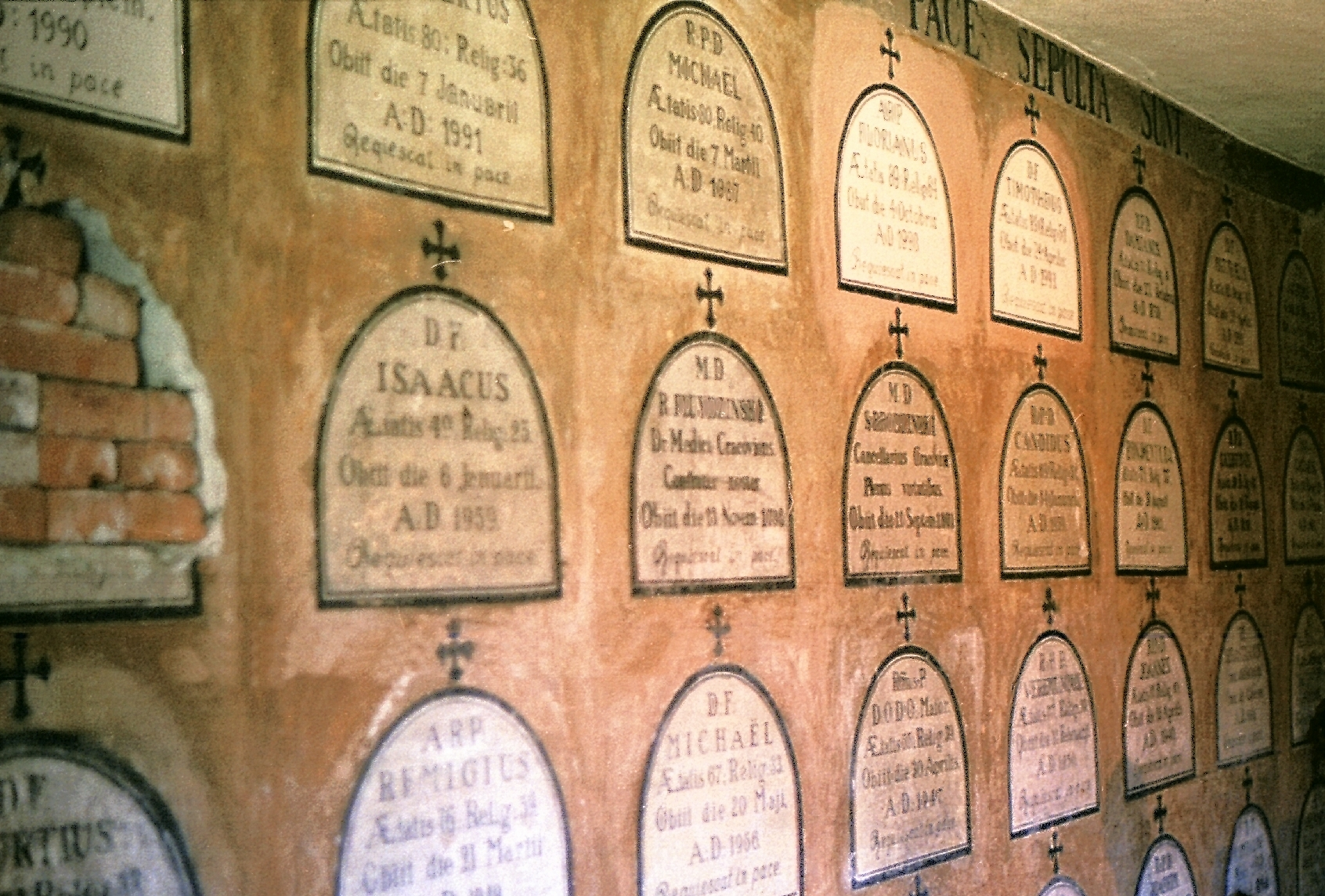
Катакомби монастиря камальдулів в Кракові

Головна заслуга у створенні монастирів нового типу належить італійському ченцеві — святому Ромуальду, що прагнув оновити монаше життя у дусі відлюдництва та кіновії. У юності Ромуальд ознайомився із трьома школами чернечої традиції Заходу. Монастир, у якому він вступив в орден, Сант-Аполінаре-ін-Клясе, був традиційною бенедиктинською громадою, що перебувала під впливом реформ Клюні. Святий вибрав собі за духовного вчителя Марінуса, який винятково надавав перевагу шляху аскези та відлюдництва (він був родом із Ірландії). Роками пізніше вони оселилися поблизу абатства Сан-Мігель-де-Кукса, де абат Гуарінус розпочав аналогічну реформу, що була заснована головним чином на Іберійській християнській традиції. Пізніше, спираючись на свій ранній досвід, Ромуальд зміг утворити свою власну картину чернечого життя, хоча сам ніколи не думав про це як щось окреме, вбачаючи в ньому повноправну частину бенедиктинської традиції.
На початку XI століття св. Ромуальд заснував Святий скит Камальдолі, розташований високо в горах центральної Італії біля міста Ареццо і ввів у монастирі правила, відмінні від бенедиктинських. Розпочаті ним реформи мали на меті переінакшити статут бенедиктинців у бік більшої строгості, збільшення аскези та індивідуального аспекту чернечого життя.
Основними особливостями камальдолійського статуту стали дуже строгі пости, обітниці мовчання, практика нічного читання літургії годин, умертвіння плоті, в тому числі носіння волосяниці.
У XI–XIII століттях камальдолійські монастирі поширилися по всій Італії. При монастирях камальдулів почали створюватися госпіталі, де надавали безкоштовну медичну допомогу.

### Поділ камальдулів
У III–XIV століттях усередині камальдолійців почалися розбіжності, пов'язані з різним баченням чернечого життя — прихильники єремітського напрямку наполягали на відокремленому житті ченців, в єремітських монастирях брати збиралися разом лише для спільних богослужінь; в той час, як прихильники кіновії ратували за чернецтво, близьке до бенедиктинського.
Були здійснені різні спроби порозуміння між двома громадами. Однак, найдовше з них було протягом 1634—1667 років. І у 1667 році папа Климент IX видав папську буллу встановлення остаточного поділу між ними.
Попри те, що єремітський напрямок урешті-решт запанував, камальдулам так і не вдалося створити орден з єдиною структурою, і протягом усієї своєї історії монастирі камальдулів були об'єднані в незалежні конгрегації.
1935 року папа Пій XI об'єднав усі камальдульські конгрегації, за винятком Конгрегації Монте-Корони, в одну Камальдульску конгрегацію ордену св. Бенедикта. У цю конгрегацію входить і батьківщина камальдулів — монастир Камальдолі. Конгрегація Монте-Корони нині[коли?] продовжує залишатися незалежною.

### Зниклі гілки ордену
Раніше там було три інших автономних конгрегації, що були засновані в Турині (заснована у 1596), Венеції (1474–1569) і Франції (заснована у 1526). Монастирі прикріплені до скиту Турина, і, здається, були поглинені конгрегацією Монте Корон в XVIII столітті. Венеційська гілка, яку очолював настоятель, а також і французька в кінцевому підсумку була пригнічена Святим Престолом. Французькі ченці стали асоціюватися з янсенізмом, завдяки чому їх конгрегація була розпущена в 1770 році.
До початку ХХ століття, венеційська конгрегація, яка була повністю відлюдницькою, була визнана Римом такою, що є надто нечисленною для подальшого існування, а її членам була запропонована можливість вимагати прийому з материнської конгрегації. Вона зробила достатній внесок служінню Церкві як своїх ченців, особливо папи Григорія XVI. Відомий картограф Фра Мауро був членом батьківського монастиря св. Михаїла у Мурано. Саме в цьому товаристві прийняв чернецтво німецький купець Данило. Він заснував відокремлену пустелю в лісі, де проводив тривалий час в молитві. Пізніше він був убитий у своїй келії грабіжниками в 1413 році і нині[коли?] шанується як святий Данило Мурано.
В Угорському королівстві були створені чотири монастирі: Zobor Hill (1695), Lánzsér (нім. Landsee) (1701), Червоний кляштор (1710) і Majk (1733). 1782 року імператор Йосип II наказав розпустити кожен чернечий орден, що, на його думку, не займався «корисною» діяльністю. Таким чином, монастирі в цій області були секуляризовані.

## Організація

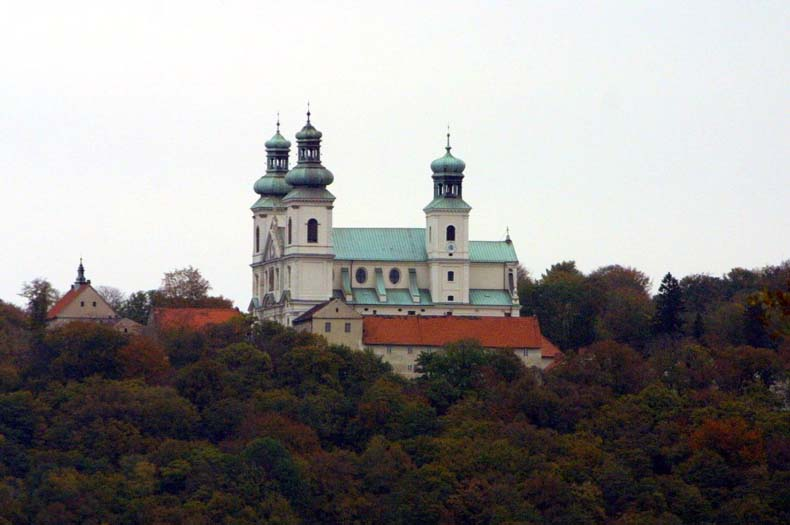
Монастир камальдулів в Кракові

З численних незалежних середньовічних згромаджень камальдулів в наш час сформувалося два:
- Камальдульська конгрегація ордену св. Бенедикта (лат. Congregatio Camaldulensis Ordinis Sancti Benedicti, OSBCam — очолюється генеральним пріором з Сакро Еремо (Камальдолі). В середні віки була одним з основних постачальників рукописів для Європи. У 2002 р. згромадження нараховувало 121 монаха (65 священників) і 8 монастирів.
- Конгрегація камальдульських єремітів Монте-Корони (лат. Congregatio Camaldulensis Ordinis Sancti Benedicti, OSBCam) — очолюється настоятелем монастиря Сакро Еремо Тусколаті. Заснована реформатором Ренесансу св. Паоло Джустініані. У 2002 р. конгрегація нараховувала 61 ченця (28 священників) і 9 монастирів (Італія, Польща, Іспанія, США і Колумбія).

## Жіноча гілка ордену
Незабаром після громад, встановлених св. Ромуальд, почали розвиватися і громади черниць, що хотіли розділити цю реформу. Черниці були прийняті в життя Конгрегації і перебували під керівництвом блаженного Рудольфа, третього генерального настоятеля камальдулів. Він заснував монастир Сан-П'єтро ді Луко в Муджелло поблизу Флоренції, щоби надалі створити модель їхнього «Малого Уставу» в 1086 році.
Під час свого зеніту, тільки десять жіночих монастирів були частиною ордену. Існували багато малих монастирів, але ті, що пішли за правилом камальдулів, керувалися місцевими єпископами. Для тих, хто входить до складу Конгрегації Еремітів, їх курією є абатство Святого Антонія в Римі, де перебуває ігуменя.
Доми черниць створюються майже суто в Італії та Польщі. Проте кілька з них були засновані в інших країнах. У Франції, монастир монахинь був створений польськими черницями ордену, але він знаходиться на межі закриття — тільки з однією черницею в резиденції. Монастир був заснований в Танзанії, що нині[коли?] процвітає. У Сполучених Штатах, Спасо-Преображенський монастир був заснований невеликою групою черниць в 1979 році. Сестра Мері Дональд Коркоран, O.S.B. Cam., служила настоятелькою з моменту його заснування з двома супутницями, сестрами Плесід (колишня самітниця із Франції) і Жан-Марі Пірс, уродженкою регіону. Монастир розташований у місті Віндзор, Нью-Йорк.
У 2002 р. налічувалося 13 жіночих камальдульських монастирів (151 черниця). Всі жіночі монастирі підпорядковуються місцевим єпископам і структурно не об'єднані.